# اندیس مرمر قلعه بیان
مرمر قلعه بیان یک اندیس مصالح ساختمانی است که در حوالی شهر بزنجان استان فارس قرار دارد و مادهٔ معدنی موجود در آن، مرمریت است.